# Шираков
Шираков (слч. Širákov) насељено је мјесто са административним статусом сеоске општине (слч. obec) у округу Вељки Кртиш, у Банскобистричком крају, Словачка Република.

## Становништво
| Година:    | 1994. | 2004.   | 2014.    | 2024.    |
| ---------- | ----- | ------- | -------- | -------- |
| Број људи: | 256   | 244     | 205      | 181      |
| Разлика:   |       | -4,68 % | -15,98 % | -11,70 % |

| Година:    | 2023. | 2024.   |
| ---------- | ----- | ------- |
| Број људи: | 184   | 181     |
| Разлика:   |       | -1,63 % |

Према подацима о броју становника из 2011. године насеље је имало 215 становника.